# FC Marco
FC Marco, właśc. Futebol Clube do Marco – portugalski klub piłkarski z siedzibą w Marco de Canaveses.

## Historia
Klub został założony w 1927. W swojej historii rozegrał 9 sezonów na poziomie drugiej ligi (w latach 1984–1985, 1987–1990, 2000–2001, 2002–2006).

## Reprezentanci kraju grający w klubie
|  | - Victor Hugo Moreira - Márcio Vieira - Osório Carvalho - Franklim - Paulinho - Eugene Galekovic - Evrard Yannick Lary - Kim Grant - Abdoul Salam Sow - André Bikey |  | - Daniel Augusto Dias - Beto - Djão - Carlos Parente - Vieirinha - Carlos Brito - Dário Furtado - Mateus Lopes - Nene Miranda - Loukima Tamoukini |